# Sivaladapis
Sivaladapis — рід адапіформних приматів, що жили в Азії в середньому міоцені.
Sivaladapis належить до родини Sivaladapidae. Зараз відомі два види Sivaladapis: S. nagrii та S. palaeindicus. Sivaladapis вважається одним із найпізніших родів адапіформних приматів, що існували далеко в міоцені Південної Азії. Порівняно з іншими адапіформними приматами, літопис скам'янілостей Sivaladapis обмежений, у ньому відсутні будь-які черепні чи посткраніальні зразки. Рід відомий виключно з окремих викопних зубів і часткових зубів і верхньої щелепи, знайдених у формації Чіндзі (група Сівалік) в Індії та Пакистані.
І S. nagrii, і S. palaeindicus вважаються досить великими адапіформами, розмір тіла яких варіюється від 2.6 до 3.4 кілограма. Виразні та добре розвинені стрижучі гребені на молярах і премолярах дозволяють припустити, що рід був пристосований до переважно харчування волокнистими листками. Є гіпотеза, що вимирання Sivaladapis ≈ 8 мільйонів років тому було результатом імміграції мавп-листоїдів до Південної Азії, де вони безпосередньо конкурували з Sivaladapis.